# Les Naufragés du temps
Les Naufragés du temps est une série de bande dessinée de science-fiction créée par Paul Gillon et Jean-Claude Forest.

## Historique de la publication
Le titre fait référence à la première partie de L'Île mystérieuse de Jules Verne, intitulée Les Naufragés de l’air.
La publication des Naufragés du temps débute avec le premier numéro, daté du 12 novembre 1964, de Chouchou, un hebdomadaire édité par Daniel Filipacchi et que Forest dirigeait. La publication de la série dont Forest signait le scénario avec le pseudonyme « Jean-Claude Valherbe » est interrompue en janvier 1965 après neuf numéros. Les deux auteurs reprennent les personnages et leur histoire dans France-Soir en 1974. À partir du cinquième album, en 1977, Gillon réalise seul la série dans Métal hurlant.

## Synopsis
Un homme plongé en hibernation dans une capsule dans l'espace au XXe siècle est réveillé mille ans plus tard, en 2990. Sans repère, il est conditionné à rechercher Valérie, la femme qui avait été mise en hibernation avec lui. Mais il doit combattre les Trasses, des rats intelligents extraterrestres.
Space opera aux personnages complexes et tourmentés, Les Naufragés du temps fait partie des classiques de la bande dessinée de science-fiction française, au même titre que Le Vagabond des Limbes, Les Pionniers de l'Espérance ou Valérian et Laureline.

## Personnages
- Christopher Cavallieri (Chris) : homme du XXe siècle, audacieux mais non exempt de faiblesses.
- Valérie Haurèle : femme du XXe siècle, tantôt fragile, tantôt manipulatrice.
- Mara : scientifique. Résolue, amoureuse de Chris.
- le Tapir : homme-tapir, maître du crime organisé dans le système solaire.
- Saravone Leobart : savant fou.
- le Major Lisdal : un militaire au crâne rasé, dont un œil est bionique et dont la partie gauche du crâne est une prothèse de métal.
- Beryl Rosemayor : belle dame au sombre passé.
- Quinine : intrigante.

## Publication

### Périodiques
- Chouchou
- France-Soir
- Métal hurlant

### Albums
- Les Naufragés du temps (scénario Forest et Gillon), Hachette :

1. L'Étoile endormie, 1974  (ISBN 2-731-60124-8).
2. La Mort sinueuse, 1975  (ISBN 2-731-60123-X).
3. Labyrinthes, 1976  (ISBN 2-731-60034-9).
4. L'Univers cannibale, 1976  (ISBN 2-731-60037-3).

- Les Naufragés du temps (scénario Gillon), Les Humanoïdes associés (collection « Eldorado » pour les t. 7-10) :

1. Tendre Chimère, 1977 (ISBN 2-731-60220-1)[3].
2. Les Maîtres-Rêveurs, 1978  (ISBN 2-731-60036-5)[4].
3. Le Sceau de Beselek, 1979  (ISBN 2-731-60036-5).
4. Ortho-Mentas, 1981  (ISBN 2-731-60106-X)[5].
5. Terra, 1984  (ISBN 2-731-60297-X).
6. Le Cryptomère, 1989  (ISBN 2-731-60444-1).

- La série est rééditée par Glénat en 2008.